# Enric Tàrrega Andrés
Enric Tàrrega i Andrés (El Mercat, Ciutat de València, 1 de gener de 1936 – 1r d'agost de 2020) fou un editor, activista cultural i polític valencià.

## Biografia
Va estudiar magisteri i professionalment ha estat lligat des de l'any 1959 al món editorial. Fou un dels fundadors de les primeres Comissions Obreres (CCOO) a València l'any 1968, després d'haver participat en organitzacions clandestines com el Front Marxista Valencià.
Durant la dictadura franquista va dur a terme una gran tasca com a activista valencianista. Així, va ser membre de Lo Rat Penat als seus inicis, va impulsar als començaments de la dècada dels 60 diversos aplecs nacionalistes i la Marxa a Peu al Puig, i el 1972 va ajudar a impulsar la Societat Coral El Micalet i la llibreria Concret en la primera edició del Premi Joan Fuster d'assaig, que després assumiria l'editorial Tres i Quatre al si dels Premis Octubre.
Va estar vinculat a diverses associacions i partits de l'esquerra nacionalista, com Lo Rat Penat, el Partit Socialista d'Alliberament Nacional (PSAN), la Societat Coral El Micalet i el Bloc Nacionalista Valencià (BLOC), que abandonà el 2009 per discrepàncies polítiques.
L'any 1988 va ser nomenat Miquelet d'Honor de la Societat Coral El Micalet en la primera edició dels premis; l'any 2006 va rebre el Premi Vicent Ventura de la Universitat de València, i l'any 2010, la mateixa universitat va publicar el llibre de converses "L'amant de la ciutat somniada", on Tàrrega repassa la seua trajectòria com a activista cultural del valencianisme.
A les eleccions municipals de 2011 va presentar-se a la candidatura d'Esquerra Republicana del País Valencià a la ciutat de València.

## Mort i llegat

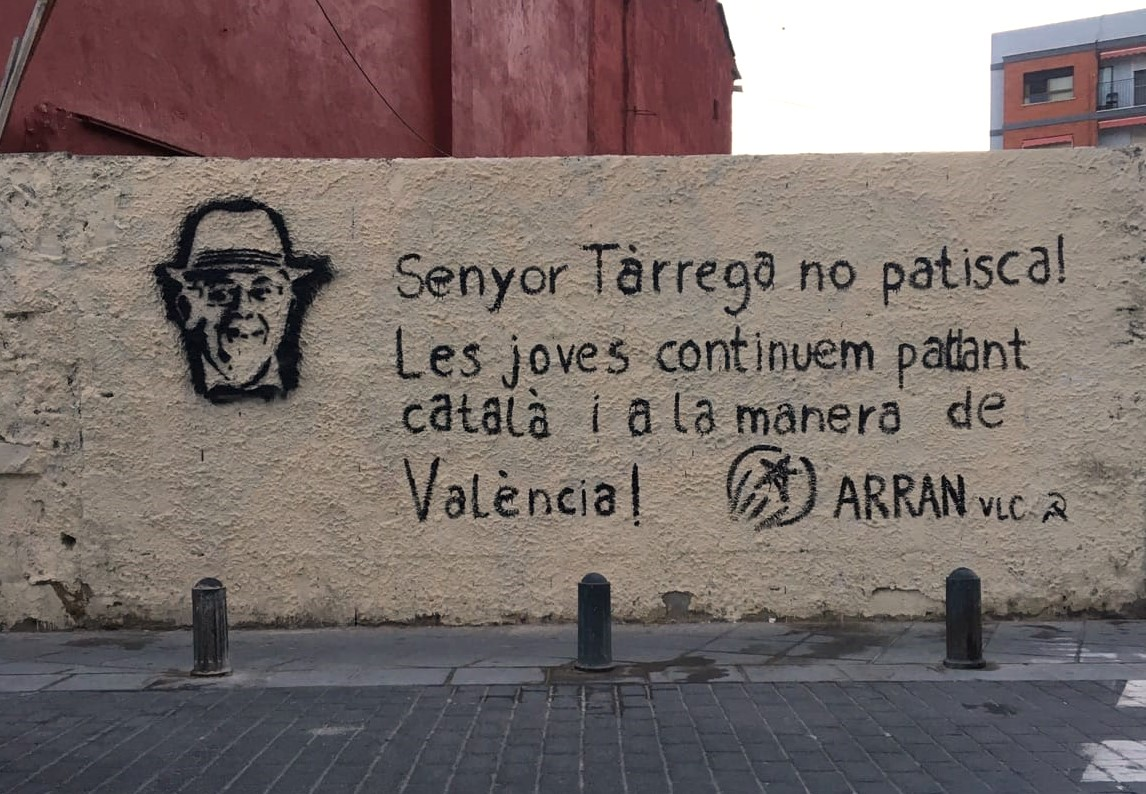
Mural d'homenatge fet per Arran València (2020).

Morí l'1 d'agost de 2020 als vuitanta-quatre anys. Tres dies després, Acció Cultural del País Valencià (ACPV) anuncià un homenatge públic en forma d'acte, en tant que soci fundador i persona significada en la causa de modernització del país representat pel fusterianisme.

## Galeria
- Entrevista amb Enric Tàrrega, enregistrada el juliol del 2018.